# Fenglai, Chongqing
Fenglai (kinesiska: 凤来) är en köping i sydvästra Kina. Den ligger i stadsdistriktet Wulong i storstadsområdet Chongqing, omkring 72 kilometer öster om det centrala stadsdistriktet Yuzhong. Antalet invånare är 11 036. Befolkningen består av 5 406 kvinnor och 5 630 män. Barn under 15 år utgör 19,0 %, vuxna 15-64 år 61 %, och äldre över 65 år 18,0 %.